# 1984年冬季奧林匹克運動會高山滑雪比賽
1984年冬季奧林匹克運動會高山滑雪比賽於2月13日至19日在南斯拉夫塞拉耶佛舉辦，共有六項賽事。男子組於Bjelašnica進行比賽，女子組則於Jahorina，本次賽事的滑降比賽部分因遭遇暴風雪，而造成賽事延遲至大曲道比賽後數日才進行。
自1936年以來，冬季奧運高山滑雪比賽都是與世界高山滑雪錦標賽合併舉辦。但自本屆之後，冬季奧運的高山滑雪項目不再計入世界高山滑雪錦標賽之內。本屆也是最後一屆僅有六項賽事的冬季奧運。1988年開始，冬季奧運增加了男女子組混合式滑雪及超级大回转，變為十項賽事。
瑞典選手英厄马尔·斯滕马克及列支敦斯登選手汉妮·文策尔由於在上屆奧運及世界高山滑雪錦標賽取得金牌，經協議直接取得獎金退賽。而Marc Girardelli則因尚未取得卢森堡國籍，而未能參賽。

## 獎牌
本屆高山滑雪比賽共有八國選手獲獎，其中美國以三金二銀居冠。佩里娜·珀朗為本屆唯一奪得一面以上獎牌的選手，共計獲一銀一銅。
南斯拉夫男子大曲道選手尤雷·弗兰科奪得銀牌，為地主國奪得該國參加冬季奧運以來的第一面獎牌。另捷克斯洛伐克選手奧加·哈爾瓦托娃也在女子滑降中奪得銅牌，為該國在高山滑雪項目中唯一取得的獎牌。

### 獎牌榜
| 排名 | 国家／地区          | 金牌 | 银牌 | 铜牌 | 總數 |
| ---- | ------------------- | ---- | ---- | ---- | ---- |
| 1    | 美国（USA）         | 3    | 2    | 0    | 5    |
| 2    | 瑞士（SUI）         | 2    | 2    | 0    | 4    |
| 3    | 意大利（ITA）       | 1    | 0    | 0    | 1    |
| 4    | 法国（FRA）         | 0    | 1    | 2    | 3    |
| 5    | 南斯拉夫（YUG）     | 0    | 1    | 0    | 1    |
| 6    | 列支敦士登（LIE）   | 0    | 0    | 2    | 2    |
| 7    | 奥地利（AUT）       | 0    | 0    | 1    | 1    |
| 7    | 捷克斯洛伐克（TCH） | 0    | 0    | 1    | 1    |

來源：

### 男子組
| 項目            | 金牌                      | 金牌    | 银牌                          | 银牌    | 铜牌                               | 铜牌    |
| 滑降 （詳細）   | 比尔·约翰逊 · 美国（USA） | 1:45.59 | Peter Müller · 瑞士（SUI）    | 1:45.86 | 安东·施泰纳 · 奥地利（AUT）        | 1:45.95 |
| 大曲道 （詳細） | 马克斯·尤伦 · 瑞士（SUI） | 2:41.18 | 尤雷·弗兰科 · 南斯拉夫（YUG） | 2:41.41 | Andreas Wenzel · 列支敦士登（LIE） | 2:41.75 |
| 曲道 （詳細）   | 菲尔·梅尔 · 美国（USA）   | 1:39.41 | Steve Mahre · 美国（USA）     | 1:39.62 | 迪迪埃·布韦 · 法国（FRA）          | 1:40.20 |

來源：

### 女子組
| 項目            | 金牌                          | 金牌    | 银牌                          | 银牌    | 铜牌                                  | 铜牌    |
| 滑降 （詳細）   | 米凯拉·菲吉尼 · 瑞士（SUI）   | 1:13.36 | Maria Walliser · 瑞士（SUI）  | 1:13.41 | 奧加·哈爾瓦托娃 · 捷克斯洛伐克（TCH） | 1:13.53 |
| 大曲道 （詳細） | 黛比·阿姆斯特朗 · 美国（USA） | 2:20.98 | Christin Cooper · 美国（USA） | 2:21.38 | 佩里娜·珀朗 · 法国（FRA）             | 2:21.40 |
| 曲道 （詳細）   | 保莱塔·马戈尼 · 意大利（ITA） | 1:36.47 | 佩里娜·珀朗 · 法国（FRA）     | 1:37.38 | Ursula Konzett · 列支敦士登（LIE）    | 1:37.50 |

來源：

## 比賽內容
| 日期          | 比賽       | 起點海拔             | 終點海拔             | 垂直距離           | 路徑總長             | 平均坡度 |
| ------------- | ---------- | -------------------- | -------------------- | ------------------ | -------------------- | -------- |
| 2月16日（四） | 男子滑降   | 2,076米（6,811英尺） | 1,273米（4,177英尺） | 803米（2,635英尺） | 3.066 km（1.905 mi） | 26.2%    |
| 2月16日（四） | 女子滑降   | 1,872米（6,142英尺） | 1,325米（4,347英尺） | 547米（1,795英尺） | 1.965 km（1.221 mi） | 27.8%    |
| 2月14日（二） | 男子大曲道 | 1,745米（5,725英尺） | 1,363米（4,472英尺） | 382米（1,253英尺） |                      |          |
| 2月13日（一） | 女子大曲道 | 1,665米（5,463英尺） | 1,328米（4,357英尺） | 337米（1,106英尺） |                      |          |
| 2月19日（日） | 男子曲道   | 1,563米（5,128英尺） | 1,363米（4,472英尺） | 200米（656英尺）   |                      |          |
| 2月17日（五） | 女子曲道   | 1,840米（6,037英尺） | 1,670米（5,479英尺） | 170米（558英尺）   |                      |          |

來源：

## 參賽國家和地區
本次賽事共有42個國家和地區參加，其中埃及、墨西哥、摩納哥，及塞內加爾在該項目為首次參賽。下列為參賽國家和地區名單，括弧內則為派出的選手人數。
| - 安道尔（2） - 阿根廷（10） - （3） - 奥地利（13） - 比利时（3） - 玻利维亚（3） - 保加利亚（4） - 加拿大（11） - 智利（4） - 中国（5） - 哥斯达黎加（2） | - 塞浦路斯（5） - 埃及（1） - 西班牙（5） - 法国（14） - 西德（12） - 英国（8） - 希腊（4） - 匈牙利（1） - 冰岛（3） - 意大利（12） - 日本（4） | - 韩国（3） - 黎巴嫩（4） - 列支敦士登（8） - 摩洛哥（4） - 墨西哥（1） - 摩纳哥（1） - 挪威（1） - 新西兰（6） - 波兰（3） - 罗马尼亚（3） | - 塞内加尔（1） - 圣马力诺（2） - 瑞士（13） - 瑞典（8） - 捷克斯洛伐克（4） - 中华台北（2） - 土耳其（4） - 苏联（4） - 美国（11） - 南斯拉夫（13） |

## 外部連結
- FIS-Ski.com（页面存档备份，存于） – 1984 Winter Olympics – Alpine skiing
- Sports Reference – 1984 Winter Olympics – Alpine skiing